# Mycosphaerella phacae-frigidae
Mycosphaerella phacae-frigidae är en svampart som beskrevs av E. Müll. & Wehm. 1954. Mycosphaerella phacae-frigidae ingår i släktet Mycosphaerella och familjen Mycosphaerellaceae.   Inga underarter finns listade i Catalogue of Life.